# The Last House on the Left (1972)
The Last House on the Left is een Amerikaanse horror- en exploitatiefilm uit 1972. Het was de eerste film van regisseur Wes Craven. The Last House on the Left valt onder het subgenre van de rape-revenge (verkrachting-wraak) films. Craven baseerde het verhaal op Ingmar Bergmans film De maagdenbron uit 1960.
Een remake met dezelfde titel ging in première op 13 maart 2009, ditmaal onder regie van Dennis Iliadis.

## Verhaal
Mari Collingwood (Sandra Cassel) wil haar zeventiende verjaardag vieren door samen met haar vriendin Phyllis Stone (Lucy Grantham) naar een concert van Bloodlust te gaan. Op weg daarnaartoe, willen ze wat marihuana kopen en komen Junior Stillo (Marc Sheffler) tegen. Wanneer de meisjes met hem een gebouw binnengaan, worden ze daar meteen opgesloten. Junior is lid van een bende ontsnapte criminelen, die verder bestaat uit Krug Stillo (David Hess), Sadie (Jeramie Rain) en  'Weasel' Podowski (Fred J. Lincoln). De groep verkracht Stone voor Collingwoods ogen.
De volgende dag neemt de bende de meisjes mee het bos in. Daar worden ze vernederd en gemolesteerd. Wanneer Stone probeert te vluchten, blijft Collingwoods alleen met Junior achter terwijl de rest van de bende het vluchtende meisje achterna gaat. Ze probeert de jongen te bespelen, vrienden met hem te worden en hem ervan te overtuigen dat hij haar moet laten gaan. Als teken van vriendschap geeft ze hem haar ketting. Ondertussen achterhaalt de groep Stone en steekt haar dood. Net wanneer Junior Collingwoods laat gaan, keren de anderen terug en nemen ze het meisje opnieuw gevangen. Krug snijdt met een mes zijn naam in haar borst en randt haar aan. Aan de rand van het meer schiet hij haar neer, waarna ze dood het water in drijft.
De bende wil het land uit en komt toevallig uit bij het huis van Collingwoods ouders John en Estelle (Richard Towers en Cynthia Carr). Zich voordoend als keurige burgers, overtuigen ze die mensen om hen een nacht te laten logeren. Estelle ziet op zeker moment echter de ketting van haar dochter om Juniors nek. Wanneer ze met haar man Mari's dode lichaam vindt, weet ze dat hun huisgasten dit op hun geweten hebben.
Weer thuis lokt Estelle Weasel mee naar buiten en doet daar of ze hem verleidt. Hij laat zijn broek zakken, maar in plaats van de verwachte fellatio bijt Estelle zijn geslachtsdeel af. Binnen loopt John de slaapkamer van twee van de criminelen binnen met een shotgun en schiet een van hen neer. Krug weet in eerste instantie te ontsnappen, maar kan nergens meer naartoe als Mari's vader hem met een kettingzaag bedreigt. De sherif (Marshall Anker) arriveert en probeert John zijn plan uit zijn hoofd te praten. Verteerd door wraakgevoelens gaat die niettemin Krug fataal te lijf. Sadie wil vluchten, maar valt in het zwembad van de Collingwoods, waar Estelle haar de keel doorsnijdt. Met alle gebeurtenissen achter de rug, is het huis een met doorgezaagde onderdelen en bloederige lichamen gevulde ravage.

## Rolverdeling
| Acteur          | Personage              |
| --------------- | ---------------------- |
| Sandra Cassel   | Mari Collingwood       |
| Lucy Grantham   | Phyllis Stone          |
| David Hess      | Krug Stillo            |
| Fred J. Lincoln | Fred "Weasel" Podowski |
| Jeramie Rain    | Sadie                  |
| Marc Sheffler   | Junior Stillo          |
| Richard Towers  | Dr. John Collingwood   |
| Cynthia Carr    | Estelle Collingwood    |
| Marshall Anker  | Sheriff                |
| Martin Kove     | Hulpsheriff            |
| Ada Washington  | Ada                    |
| Ray Edwards     | Postbode               |

## Trivia
- De film bevat een continuïteitsfout die ontstond doordat Craven een andere versie dan de uiteindelijke door de filmkeuring loodste. Verschillende grove onderdelen haalde hij er voor de keuringscommissie uit en plakte die er later weer aan. Daardoor laten de moordenaars Collingwood in de uiteindelijke versie dood in het water achter. In het stuk film dat daar achteraan geplakt is, ademt het meisje weer - liggend aan de waterkant - en slaakt ze nog wat zachte kreetjes wanneer haar ouders haar vinden, voor ze (weer) sterft.
- Groot-Brittannië plaatste de film op de video nasty-lijst van verboden films.